# Divisió d'honor d'escacs 2016
La Divisió d'honor d'escacs 2016 inclou els equips i resultats de la temporada 2016 de la màxima categoria de la Lliga Catalana d'Escacs que organitza la Federació Catalana d'Escacs.

## Fase prèvia
A la fase prèvia, la Divisió d'Honor estigué formada per 16 equips distribuïts en dos grups repartits segons els criteris esportius derivats de la classificació obtinguda pels equips a la temporada anterior. Cada grup de 8 equips disputà una lligueta a una sola volta. Els quatre primers classificats de cada grup es classificaren per a disputar la fase final en el grup A. Els classificats del 5 al 8 de cada grup formarien part del grup B.
| # | Equip             | 1 | 2 | 3 | 4 | 5 | 6 | 7 | 8 | Punts | Ds.  | Class. |
| - | ----------------- | - | - | - | - | - | - | - | - | ----- | ---- | ------ |
| 1 | ESCOLA ESCACS BCN | - | 1 | 0 | 1 | 1 | ½ | 1 | 1 | 5½    | 47   | 2      |
| 2 | BARCELONA UGA     | 0 | - | 0 | 0 | 0 | 0 | 1 | 0 | 1     | 25.5 | 7      |
| 3 | CERDANYOLA        | 1 | 1 | - | 1 | 0 | 1 | 1 | 1 | 6     | 41.5 | 1      |
| 4 | MONTCADA          | 0 | 1 | 0 | - | 0 | ½ | 1 | 0 | 2½    | 30.5 | 6      |
| 5 | FIGUERES          | 0 | 1 | 1 | 1 | - | ½ | 1 | 0 | 4½    | 37   | 4      |
| 6 | FOMENT            | ½ | 1 | 0 | ½ | ½ | - | 1 | 1 | 4½    | 37.5 | 3      |
| 7 | CATALONIA         | 0 | 0 | 0 | 0 | 0 | 0 | - | 0 | 0     | 19.5 | 8      |
| 8 | SANT JOSEP        | 0 | 1 | 0 | 1 | 1 | 0 | 1 | - | 4     | 41.5 | 5      |

| # | Equip        | 1 | 2 | 3 | 4 | 5 | 6 | 7 | 8 | Punts | Ds.  | Class. |
| - | ------------ | - | - | - | - | - | - | - | - | ----- | ---- | ------ |
| 1 | SCC SABADELL | - | 1 | 1 | 0 | 1 | 1 | 0 | 1 | 5     | 45.5 | 1      |
| 2 | BARBERA      | 0 | - | 0 | 1 | 1 | 0 | 1 | 0 | 3     | 41   | 6      |
| 3 | TRES PEONS   | 0 | 1 | - | 0 | 1 | 0 | 1 | ½ | 3½    | 33   | 5      |
| 4 | MOLLET       | 1 | 0 | 1 | - | 1 | 0 | 1 | 1 | 5     | 42   | 2      |
| 5 | SANT BOI     | 0 | 0 | 0 | 0 | - | 0 | ½ | 0 | ½     | 18.5 | 8      |
| 6 | LLEIDA       | 0 | 1 | 1 | 1 | 1 | - | ½ | 0 | 4½    | 34.5 | 4      |
| 7 | PEONA I PEO  | 1 | 0 | 0 | 0 | ½ | ½ | - | 0 | 2     | 28   | 7      |
| 8 | SANT ANDREU  | 0 | 1 | ½ | 0 | 1 | 1 | 1 | - | 4½    | 37.5 | 3      |

## Fase final
Els equips de cadascun dels grups arrossegaren els punts aconseguits a la fase prèvia. A la fase final només s'enfrontaren els equips procedents de l'altre grup. Perdran la categoria els tres darrers classificats del Grup B.

### Grup A
La classificació del Grup A determinà els llocs de l'1 al 8 de la classificació general de Divisió d'Honor.
| # | Equip             | 1 | 2 | 3 | 4 | 5 | 6 | 7 | 8 | Punts | Ds.  | Class. |
| - | ----------------- | - | - | - | - | - | - | - | - | ----- | ---- | ------ |
| 1 | CERDANYOLA        | - | 1 | 1 | 0 | ½ | 0 | 0 | 0 | 6½    | 56.5 | 6      |
| 2 | ESCOLA ESCACS BCN | 0 | - | ½ | 1 | 1 | 0 | 1 | 1 | 8½    | 69   | 2      |
| 3 | FOMENT            | 0 | ½ | - | ½ | 0 | 0 | 0 | 1 | 5½    | 51.5 | 7      |
| 4 | FIGUERES          | 1 | 0 | ½ | - | 0 | 0 | 0 | 0 | 4½    | 45.5 | 8      |
| 5 | SCC SABADELL      | ½ | 0 | 1 | 1 | - | 0 | 1 | 1 | 7½    | 72   | 3      |
| 6 | MOLLET            | 1 | 1 | 1 | 1 | 1 | - | 1 | 0 | 9     | 71.5 | 1      |
| 7 | SANT ANDREU       | 1 | 0 | 1 | 1 | 0 | 0 | - | 1 | 7½    | 59   | 4      |
| 8 | LLEIDA            | 1 | 0 | 0 | 1 | 0 | 1 | 0 | - | 6½    | 57.5 | 5      |

El Club Escacs Mollet es proclamà per primer cop a la seva història campió de la Divisió d'Honor amb l'equip format per: Axel Bachmann (2647), Daniele Vocaturo (2599), Twan Burg (2485), Leonardo Valdés (2453), Pere Garriga (2452), Yago De Moura (2422), Marco Codenotti (2413), Cristian Fernández (2358), Mariano Mayans (2334), Esteban Montilla (2309) i Javier Amores (2304).
La classificació del Grup B determinà els llocs del 9 al 16 de la classificació general de Divisió d'Honor. Els classificats en els llocs 14 al 16 baixaren a la Primera Divisió a la següent temporada.
La classificació del Grup B determinà els llocs del 9 al 16 de la classificació general de Divisió d'Honor. Els classificats en els llocs 14 al 16 baixaren a la primera divisió a la següent temporada.
| # | Equip         | 1 | 2 | 3 | 4 | 5 | 6 | 7 | 8 | Punts | Ds.  | Class. |
| - | ------------- | - | - | - | - | - | - | - | - | ----- | ---- | ------ |
| 1 | SANT JOSEP    | - | 1 | 1 | 1 | 0 | 1 | ½ | 1 | 6½    | 66   | 2      |
| 2 | MONTCADA      | 0 | - | 1 | 1 | 0 | 0 | 0 | ½ | 3     | 44   | 5      |
| 3 | BARCELONA UGA | 0 | 0 | - | 1 | 0 | 0 | 1 | 1 | 3     | 44   | 6      |
| 4 | CATALONIA     | 0 | 0 | 0 | - | 0 | 0 | 0 | 0 | 0     | 32   | 8      |
| 5 | TRES PEONS    | 1 | 1 | 1 | 1 | - | 1 | 1 | 1 | 7½    | 58   | 1      |
| 6 | BARBERA       | 0 | 1 | 1 | 1 | 0 | - | 1 | 1 | 6     | 69.5 | 3      |
| 7 | PEONA I PEO   | ½ | 1 | 0 | 1 | 0 | 0 | - | ½ | 4½    | 51.5 | 4      |
| 8 | SANT BOI      | 0 | ½ | 0 | 1 | 0 | 0 | ½ | - | 2     | 32.5 | 7      |

Perden la categoria l'Escacs Catalònia Club, el Club Escacs Sant Boi i l'històric Club Escacs Barcelona-UGA.

## Equips que pugen a Divisió d'Honor
Com a campions dels grups de la primera divisió, el Club Escacs Banyoles i el Club Escacs Terrassa obtingueren una plaça a la Divisió d'Honor per a la temporada següent. El Club Escacs Gerunda fou el tercer equip en assolir l'ascens a la Divisió d'Honor 2017 després de derrotar el Sitges en el play-off de promoció a doble ronda: primer a Sitges amb el resultat de 4½ a 5½ i una setmana després a Girona per 7 a 3.